# Russell Mwafulirwa
Russell Mwafulirwa (Zomba, 24 de fevereiro de 1983) é um futebolista malauiano que atua como defensor.

## Carreira
Russell Mwafulirwa representou o elenco da Seleção Malauiana de Futebol no Campeonato Africano das Nações de 2010.